# 31. kongres Občanské demokratické strany

Logo ODS

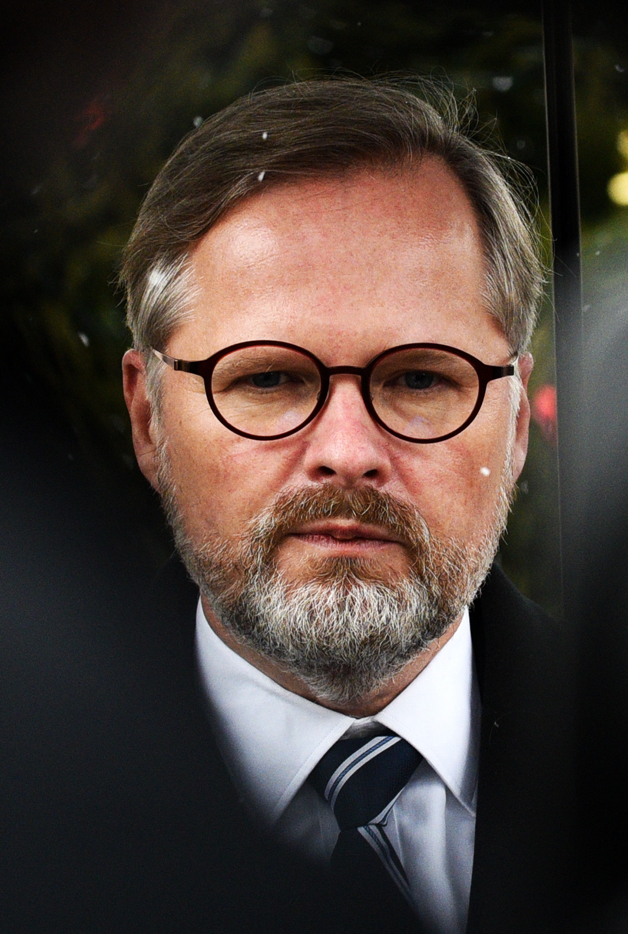
Předseda ODS Petr Fiala

31. kongres Občanské demokratické strany se konal 13. až 14. dubna 2024 v kongresovém centru Clarion Hotelu v Ostravě.

## Průběh kongresu
Ve funkci předsedy strany ODS potvrdila Petra Fialu, když získal 424 hlasů z 481 platných (celkem mohlo hlasovat 525 delegátů). Znovuzvolen byl rovněž dosavadní 1. místopředseda, ministr financí Zbyněk Stanjura. Dosavadní místopředsedy, ministra dopravy Martina Kupku, ministra kultury Martina Baxu a europoslance Alexandra Vondru, nově doplnila poslankyně Eva Decroix. Bývalý místopředseda Zdeněk Zajíček na funkci rezignoval již v květnu 2023 a znovu ji neobhajoval.

## Personální složení vedení ODS po kongresu
- předseda: Petr Fiala
- 1. místopředseda: Zbyněk Stanjura
- místopředsedové: Martin Kupka, Martin Baxa, Alexandr Vondra, Eva Decroix
- výkonná rada: Martin Kuba, Libor Šťástka, Jiří Vaněček, Martin Červíček, Petr Beitl, Pavel Drobil, Petr Sokol, Michal Kortyš, Pavel Karpíšek, Alexandra Udženija, Jan Skopeček, Michal Šidák, Zbyněk Stejskal, Petr Klár[4]